# День шести миллиардов
День шести миллиардов, 12 октября 1999 года — день, который был официально определён Фондом Организации Объединенных Наций в области народонаселения (ЮНФПА) как приблизительный день, когда население мира достигло шести миллиардов человек. Генеральный секретарь Организации Объединённых Наций Пан Ги Мун выступил в здании Организации Объединённых Наций в Нью-Йорке с речью об этой новой вехе в численности мирового населения и проблемах, которые она поднимет, наряду с продвижением новой программы ЮНФПА под названием «6 миллиардов действий», которая будет направлена на «повышение глобальной осведомлённости о возможностях и проблемах, связанных с миром с населением в семь миллиардов человек», и вдохновит отдельных лиц и организации на действия. На смену ему пришёл День семи миллиардов 31 октября 2011 года.

## Выбор даты
Фонд Организации Объединенных Наций в области народонаселения определил 12 октября 1999 года как приблизительный день, когда население мира достигло шести миллиардов после рождения Аднана Мевича, первого сына Фатимы Хелач и Ясминко Мевича, в Сараево (Босния и Герцеговина). Он был официально назван Днём шести миллиардов.
Демографы не всегда считают эту дату точной. На самом деле было проведено последующее исследование, согласно которому день шести миллиардов приходится на 18 или 19 июня 1999 года.

## Шестимиллиардный человек
Аднан Мевич, родившийся в Сараево 12 октября 1999 года, был выбран Организацией Объединенных Наций как символический 6-миллиардный человек, первый сын Фатимы Хелач и её мужа Ясминко Мевича. Ребёнок родился весом 3,5 килограмма в больнице Кошево в столице Боснии и Герцеговины. Он был провозглашен Фондом Организации Объединенных Наций в области народонаселения и приветствовался Генеральным секретарем Организации Объединенных Наций Кофи Аннаном как шестимиллиардный ребёнок. Он родился в назначенный день через две минуты после полуночи.